# Hollókő, Nógrád
Hollókő  este un sat în districtul Szécsény, județul Nógrád, Ungaria, având o populație de 352 de locuitori (2011). 

## Demografie
Componența etnică a satului Hollókő
     Maghiari (100%)
Componența confesională a satului Hollókő
     Romano-catolici (68,47%)
     Fără religie (7,95%)
     Reformați (2,56%)
     Necunoscută (21,02%)
Conform recensământului din 2011, satul Hollókő avea 352 de locuitori. Din punct de vedere etnic, majoritatea locuitorilor (100,0%) erau maghiari.  Din punct de vedere confesional, majoritatea locuitorilor (68,47%) erau romano-catolici, existând și minorități de persoane fără religie (7,95%) și reformați (2,56%). Pentru 21,02% din locuitori nu este cunoscută apartenența confesională.